# Tejfalu
Tejfalu (szlovákul: Mliečno, németül: Milchdorf) egykor önálló falu volt, ma Somorja városrésze Szlovákiában, a Nagyszombati kerület Dunaszerdahelyi járásában.

## Fekvése
Somorja központjától 2 km-re délkeletre fekszik.

## Története
A település a 14. században keletkezett, első írásos említésekor „Villa Lactis” néven említik.
A 17. században Wechelius Zsigmond János könyvnyomdája működött a településen, amely egy 1640-ben itt nyomott kalendáriumról nevezetes.
Fényes Elek szerint „Tejfalu, (Milchdorf), magyar falu, Poson vmegyében, ut. p. Somorjához félfertálynyira. Lakják 525 kath., 15 ref., 329 zsidók, kik számos korcsmákat, mészárszékeket, boltokat tartanak, s nem megvetendő kereskedést űznek; synagogájok is van. Határa jó buzát terem, juha sok, erdeje bőven a Duna szigeteiben. F. u. Lieszkovszky, Krascsenits, és más számos közbirtokosok.”
Pozsony vármegye monográfiája így ír a településről:
„Tejfalu, dunamenti magyar kisközség, körjegyzőségi székhely, 153 házzal és 748, nagyobbára róm. kath. vallású lakossal. E községet már egy 1388-ból való oklevél említi. Legrégibb birtokosául a Gergeteghi családot ismerjük, mely még 1513-ban is szerepel. 1459-ben Mátyás király a Nándorfehérvárnál hősi halált halt Dugovics Titusz fiának, Bertalannak adományozza. Ez időben Teu néven nevezik. Egy részét Ákosházi Sárkány Ambrus bírta zálogjogon. 1553-ban az Illyés család 9, a Laaki család 1, Kéthegyi Bernát 1, Csiba József 1 és Bejczy Ambrus 1 portát bír. 1787-ben az Illésházyaké. Későbbi nemesi birtokosai közül felemlítendők még a Tejfalussy, Sanka, Balassa, Laád, Lieszkovszky és a Krascsenits család. A mult század elején Milchdorf német neve is forgalomban volt. Ide tartozik Körtvélyes major és a Tejfalusi sziget. Temploma nincs a községnek; postája, távírója és vasúti állomása Somorja.”
A Trianonig Pozsony vármegye Somorjai járásához tartozott, majd Csehszlovákiához került. 1938 és 1945 között újra Magyarországhoz tartozott.

## Népessége
1910-ben 796, túlnyomórészt magyar anyanyelvű lakosa volt.

## Neves személyek
- Itt született 1600 előtt Tejfalvi Csiba Márton református lelkész, egyházi író.
- Döbrentei Gábor történetíró legendája szerint a faluban adományozott Mátyás király 1459-ben birtokot a nándorfehérvári diadalban hősi halált halt Dugovics Titusz fiának, Dugovics Bertalannak.[3] Valójában a család a  birtokát zálogba kapta.
- Az itteni zsidó hitközség élén állt egy ideig (1862-ig?) Bisztritz Dávid ha-Kóhén rabbi.
- Itt született 1901-ben Csiba Lajos ornitológus, néprajzkutató.
- Itt született 1932-ben Skriba Pál szlovákiai magyar képzőművész, pedagógus.
- Négyéves korától itt élt Ozogány Ernő (Budapest, 1951. május 14. – Pozsony, 2017. augusztus 2.) mérnök, tudományos szakíró, tudomány- és technikatörténész.